# Dreiphasen-Sandwespe
Die Dreiphasen-Sandwespe (Ammophila pubescens) ist ein Hautflügler aus der Familie der Sphecidae.

## Merkmale

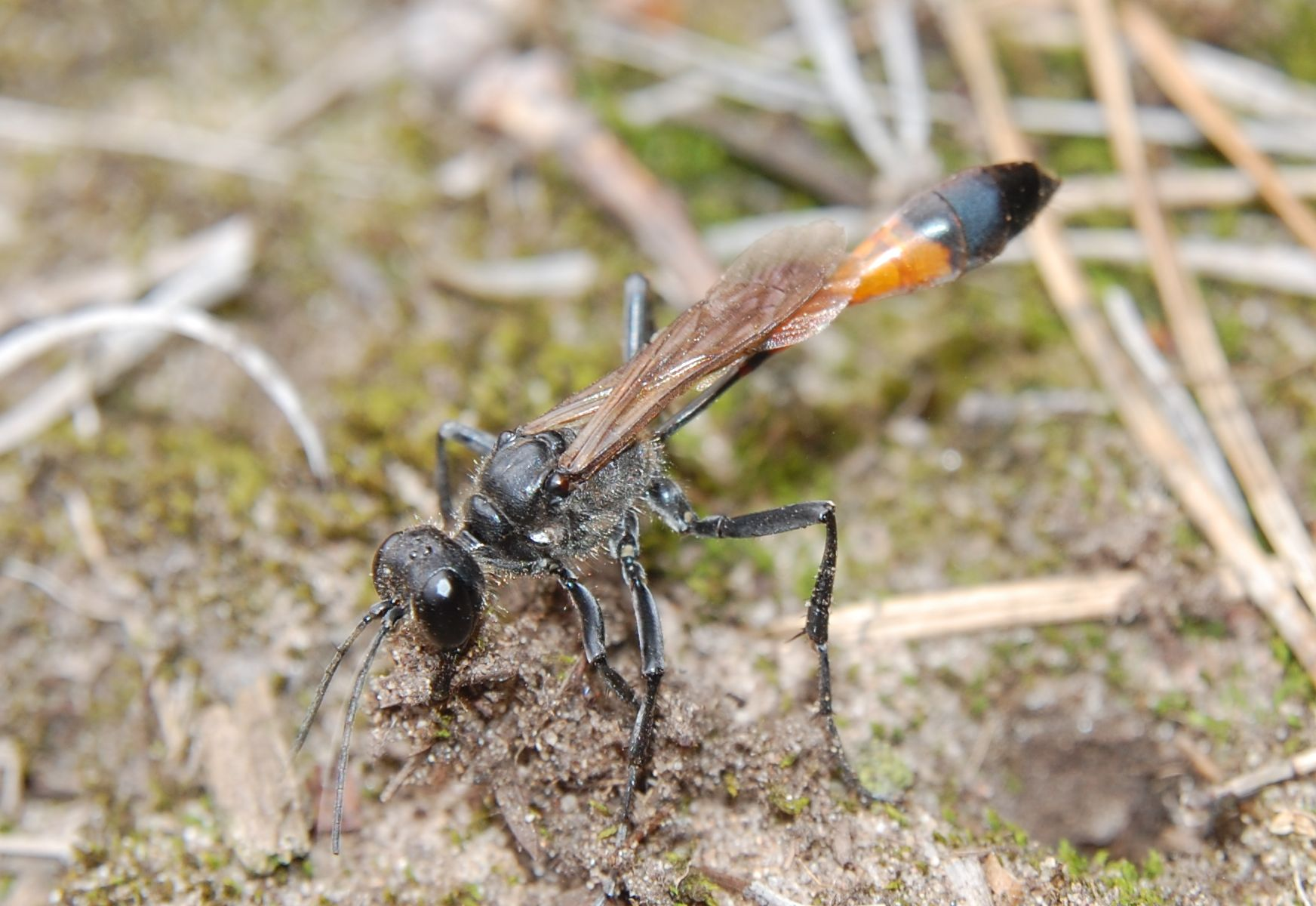

Die Tiere erreichen eine Körperlänge von 15 bis 19 Millimetern (Weibchen) bzw. 13 bis 17 Millimetern (Männchen). Die Cubitalzelle 2 ist gestielt, das Dorsalfeld ist zwischen der Riefung glänzend. Das dritte Tergit des Hinterleibs ist oben schwarz, der Petiolus ist unten nur vereinzelt behaart. Die ähnliche Feldsandwespe (Ammophila campestris) unterscheidet sich durch ein mattes Dorsalfeld, einen stärker behaarten Petiolus und das dritte Tergit ist maximal leicht geschwärzt. Die Weibchen der beiden Arten können auch anhand ihrer Beute gut unterschieden werden, die der ähnlichen Art besteht aus Pflanzenwespenlarven.

## Vorkommen
Die Art kommt in Mittel- und Nordeuropa vor. Sie besiedelt trockene Lebensräume mit Sandböden und maximal locker bewachsenen Stellen. Die Tiere fliegen in einer Generation von Juni bis September. Die Art ist in Mitteleuropa im Süden selten, im Norden verbreitet anzutreffen.

## Lebensweise
Die Weibchen der Dreiphasen-Sandwespe betreuen bis zu drei Nester gleichzeitig und betreiben auch Brutpflege. Die Nester werden drei bis zehn Zentimeter tief im Sandboden gebaut, der Eingang wird durch ein größeres und mehrere kleine Steinchen verschlossen. Die Brut wird mit unbehaarten Raupen von Spannern versorgt. Diese werden entweder im Flug oder, bei größeren Raupen, zu Fuß zum Nest gebracht. Die Raupe wird nahe dem Nesteingang abgelegt, die Steinchen werden entfernt und die Raupe nach vorhergehender Inspizierung des Nestes hineingezogen. Darauf legt die Wespe ihr Ei ab und das Nest wird wieder mit den Steinchen verschlossen. Während der Entwicklung der Larve wiederholt sich dieser Vorgang noch zwei Mal, wobei insgesamt drei bis zehn Raupen eingetragen werden. Schließlich wird das Nest endgültig mit Sand, den Verschlusssteinchen und zuoberst erneut mit Sand verschlossen. Nach ca. 10 bis 20 Tagen ist die Raupe bereit zur Verpuppung. Der Kokon wird am höchsten Punkt des Nestes Richtung Eingang angelegt, die Überwinterung erfolgt als Ruhelarve.

## Belege